# 447

447(사백사십칠)은 446보다 크고 448보다 작은 자연수다.

## 수학
- 합성수로, 그 약수는 1, 3, 149, 447이다. 진약수의 합은 153이므로, 447은 부족수다.
  - 138번째 반소수다. 앞의 반소수는 446, 다음 반소수는 451이다.
- 자릿수 제곱합이 제곱수인 47번째 자연수다. 이 성질을 지닌 앞의 수는 442, 다음 수는 474다. (OEIS의 수열 A175396)
  - {\displaystyle 447=4^{2}+4^{2}+7^{2}=16+16+49=81=9^{2}}
- {\displaystyle 44^{4}-1}은 447로 나누어떨어진다.

## 과학
- NGC 447(영어판): 물고기자리 방향에 있는 은하.

## 교통

### 철도
- 수도권 전철 4호선 반월역의 역번호.

### 도로
- 일본 447번 국도(일본어판): 미야자키현 에비노시에서 가고시마현 이즈미시까지 이어지는 일본의 국도.
- 현도 제447호선

## 군사
- U-447(영어판): 제2차 세계 대전에 사용된 나치 독일의 군용 잠수함.

## 문화유산
- 대한민국의 보물 제447호: 양양 선림원지 승탑
- 대한민국의 사적 제447호: 원주 영원산성

## 기타
- 연도: 447년, 기원전 447년